# Drezdai csata
A drezdai csata Drezda városa környékén zajlott le 1813. augusztus 26–27-én a Napóleon vezette francia és a hatodik koalíció osztrák–orosz–porosz Schwarzenberg herceg vezette seregei között és a franciák győzelmét hozta. A diadal mégsem volt olyan mértékű, amilyennek a francia császár szerette volna. A csata után nem üldözte a veszteseket, a hadseregszárnyakat körülzárták és ezek harcoltak pár nappal később a kulmi csatában, ahol már a franciák szenvedtek vereséget.

## Előzmények
Augusztus 16-án Napóleon elküldte Saint-Cyr seregét, hogy megerősítse és vegye birtokba Drezda környékét, megakadályozva ezzel a szövetségesek mozgását; és egy kiinduló bázist teremtve a saját maga számára a későbbi támadáshoz. Azt tervezte, hogy csapást mér az ellenségei belső vonalaira, részenként veri meg őket, megakadályozva őket abban, hogy döntő fölénybe kerüljenek. A francia császár közel 300 000 emberével a szövetségesek több mint 450 000 katonája állt szemben. A szövetségesek a korábban kidolgozott Trachenberg-tervnek megfelelően kerülték a csatát magával Napóleonnal szemben; a tábornokait támadták meg külön-külön: a grossbeereni csatában Berlintől délre Bernadotte Károly svéd koronaherceg, aki korábban Franciaország marsalljaként Napóleon hadvezére volt, a katzbachi csatában Blücher tábornagy poroszai győzték le őket.

## A csata

### Első nap (augusztus 26.)
Amikor délután négy órakor a Latour-Maubourg francia gárda és lovasság megérkezett az Elbához hét szövetséges hadosztály ágyútüze fogadta őket.
Schwarzenberg herceg 200 000 fős serege (köztük már magyar hadosztályok is szerepeltek!) megtámadták Saint-Cyr marsall seregét. De Napóleon gyorsan megérkezett, és váratlanul megerősítette a szorongatott francia marsall seregét.

### Második nap (augusztus 27.)
Napóleon kétszeres túlerőben lévő csapataival megtámadta a szövetségesek balszárnyát és hatásos győzelmet aratott ellenük. Váratlanul azonban el kellett hagynia a csatamezőt, mert gyomorgörcsöt (más forrás szerint epileptikus görcsöt) kapott, ezt a balszerencsét használhatta ki Schwarzenberg herceg seregeinek gyors kivonására a bekerítésből. A szövetségesek több mint 38 000 embert és 40 ágyút vesztettek, a franciák 10 000 fős veszteségével szemben. Ezen a napon kapott halálos sebet Jean Victor Moreau korábbi francia tábornok, aki átállt a szövetségesekhez.

## Következmények
Vandamme francia tábornok elkezdte üldözni Schwarzenberg herceg erőit mindenfajta támogatás nélkül, azt gondolván, hogy császára így kívánná. Ez vezetett három nappal később a kulmi csatához.

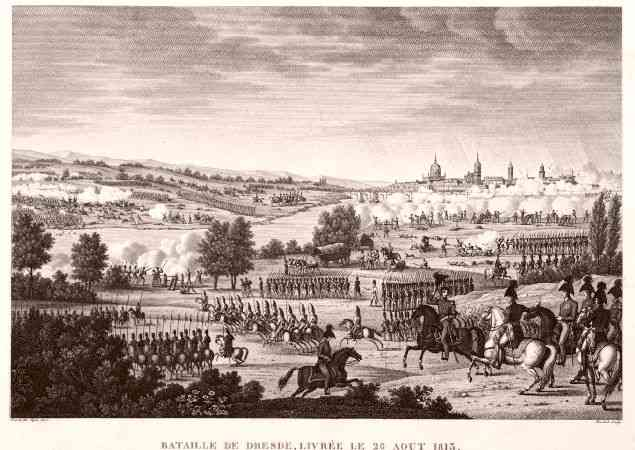
(Edme Bovinet metszete)

## Fordítás
- Ez a szócikk részben vagy egészben  a   Battle of Dresden című angol Wikipédia-szócikk fordításán alapul.  Az eredeti cikk szerkesztőit annak laptörténete sorolja fel. Ez a jelzés csupán a megfogalmazás eredetét és a szerzői jogokat jelzi, nem szolgál a cikkben szereplő információk forrásmegjelöléseként.